# Pedro Botelho
Pour les articles homonymes, voir Botelho, Pedro Silva et Silva.
Pedro Roberto da Silva Botelho dit Pedro Botelho, né le 14 décembre 1989 à Salvador de Bahia (Brésil), est un footballeur brésilien qui évolue au poste de milieu de terrain au Real Noroeste.

## Biographie
En juillet 2007, un accord entre Arsenal et le Figueirense FC portent Pedro Botelho à l'Emirates Stadium. Il est immédiatement prêté par Arsenal à UD Salamanca (deuxième division espagnole) car il a besoin d'un permis de travail pour jouer en Angleterre. Les saisons suivantes, il est successivement prêté au Celta de Vigo, au Cartagena FC, au Rayo Vallecano puis au Levante UD.
Le 25 juillet 2012, Botelho signe en faveur de l'Atlético Paranaense.